# تیم ملی بسکتبال فرانسه

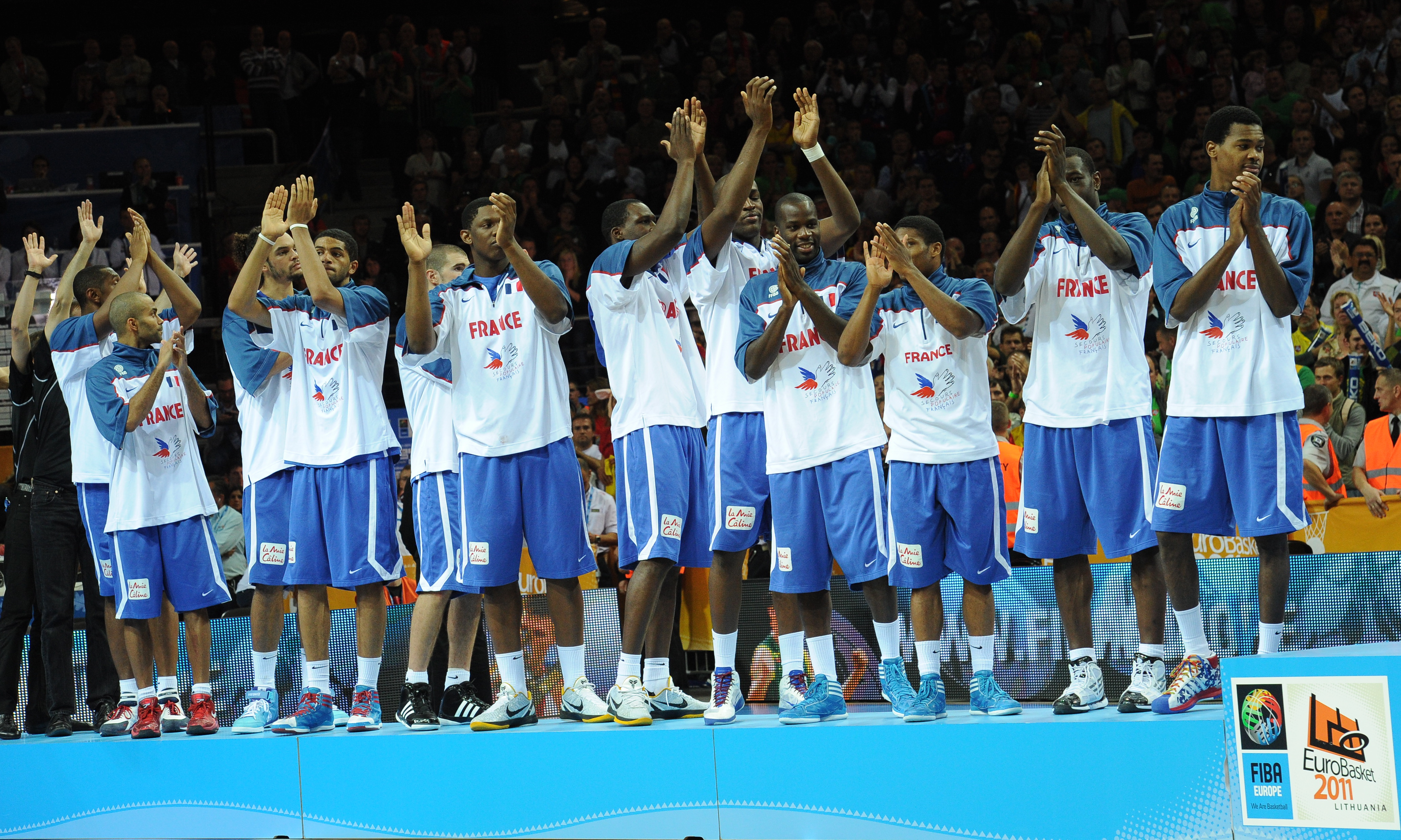
تیم ملی فرانسه پس از کسب مدال نقره در قهرمانی اروپا ۲۰۱۱

تیم ملی بسکتبال مردان فرانسه، نام تیم رسمی بزرگسالان مردان کشور فرانسه و از تیمهای برتر بسکتبال جهان است.
این تیم در رده‌بندی جهانی فیبا در سال ۲۰۲۴ در مقام نهم قرار دارد.

## تاریخچه
در طول تاریخ خود ، تیم ملی بسکتبال فرانسه فراز و نشیب های بسیاری را تجربه کرده است. دوره های زمانی که فرانسوی‌ها  مدال کسب کرده اند، کاملاً ریز و درشت بوده است. در اروپا، فرانسه به عنوان رقیب سرسختی شروع به کار کرد. این تیم در مسابقات فیبا یوروبسکت در بین سال‌های ۱۹۳۷ تا ۱۹۵۹، ۵ مدال کسب کرد. در بازی های المپیک ۱۹۴۸ در لندن، فرانسه به سرمربی‌گری رابرت بوسلن، موفق به کسب مدال نقره شد تا اولین مدال المپیک بسکتبال را در تاریخ کشورشان به دست آورند.

## بازیکنان کنونی
- فرانک نیلیکینا: پارتیزان
- نیکولاس باتوم: لس آنجلس کلیپرز (کاپیتان)
- اندرو البیسی: گرن کاناریا
- گرشون یابوسله: رئال مادرید
- آیزایا کوردینیر: ویرتوس بولونیا
- اوان فورنیر: بازیکن آزاد
- ناندو دکولو: اسول بسکت
- ماتیاس لسورت: پاناتینایکوس
- رادی گوبرت: مینه‌سوتا تیمبرولوز
- ویکتور ومبانیاما: سن آنتونیو اسپرز
- متیو استرازل: آاس موناکو بسکت
- بلال کولیبالی: واشینگتن ویزاردز